# Hyosung GV125S Bobber
La Hyosung Bobber GV125S est un modèle de moto légère (véhicule de catégorie L3e-A1), de type custom, du constructeur coréen Hyosung, accessible aux détenteurs du permis A1 ou B avec la formation de sept heures.

## Description
Elle est commercialisée en France depuis août 2018 sous l'appellation initiale d'« Aquila GV125S » et est mue par un moteur bicylindre en V.
En 2021, la Aquila GV125S change d'appellation et devient la Bobber GV125S. Elle se conforme à la norme Euro 5, reçoit un indicateur de rapport engagé, une prise USB, deux pare-chaleur sur la ligne d'échappement, une version de couleur orange cuivré. Son style rappelle celui de la Harley-Davidson Sportster "Nightster", dont elle reprend les mêmes codes : pneus larges, petit phare rond à l'avant, les sabres à l'arrière, moteur bicylindre en V, filtre à air latéral proéminent, position de conduite droite avec les genoux à angle droit, hauteur de selle basse, réservoir arrondi, couleur noire, pot d'échappement volumineux, tableau de bord minimaliste, soufflets de fourche, roues à bâton. Son gabarit évoque une moto de cylindrée supérieure.
Elle est produite en Chine à Jinan dans une usine résultant d'une coentreprise entre Jinan Qingqi Motorcycle et KR Motors, dénommée « Jinan Qingqi KR Motorcycle Co., Ltd ».

## Évolution
- En 2020, une version de 300 cm3 Bobber GV300S, utilisant le même châssis, est également disponible et accessible aux détenteurs du permis A2 ou A. Elle développe 29 ch (21,6 kW), possède l'ABS de série (au lieu du freinage combiné avant/arrière pour la 125 cm3), une boîte de vitesses à six rapports (au lieu de cinq pour la 125 cm3), un embrayage renforcé à cinq disques (au lieu de quatre pour la 125 cm3), quatre soupapes par cylindre (au lieu de trois pour la 125 cm3), un réglage du jeu aux culbuteurs par vis et contre-écrous (à la place des pastilles calibrées pour la 125 cm3).
- Début 2023, les deux versions de 125 cm3 et 300 cm3 reçoivent une nouvelle selle biplace davantage rembourrée pour améliorer le confort d'assise.
- Fin 2023, deux nouvelles versions de 125 cm3 et 300 cm3 remplacent la gamme existante avec les dénominations GV125S-EVO Supreme et GVS300S-EVO Supreme, en se dotant d'une fourche avant inversée, d'un éclairage full-LED, d'un ABS de série pour la 125 cm3, de nouveaux coloris, couvercle de filtre à air, compteur et carters latéraux.

## Galerie

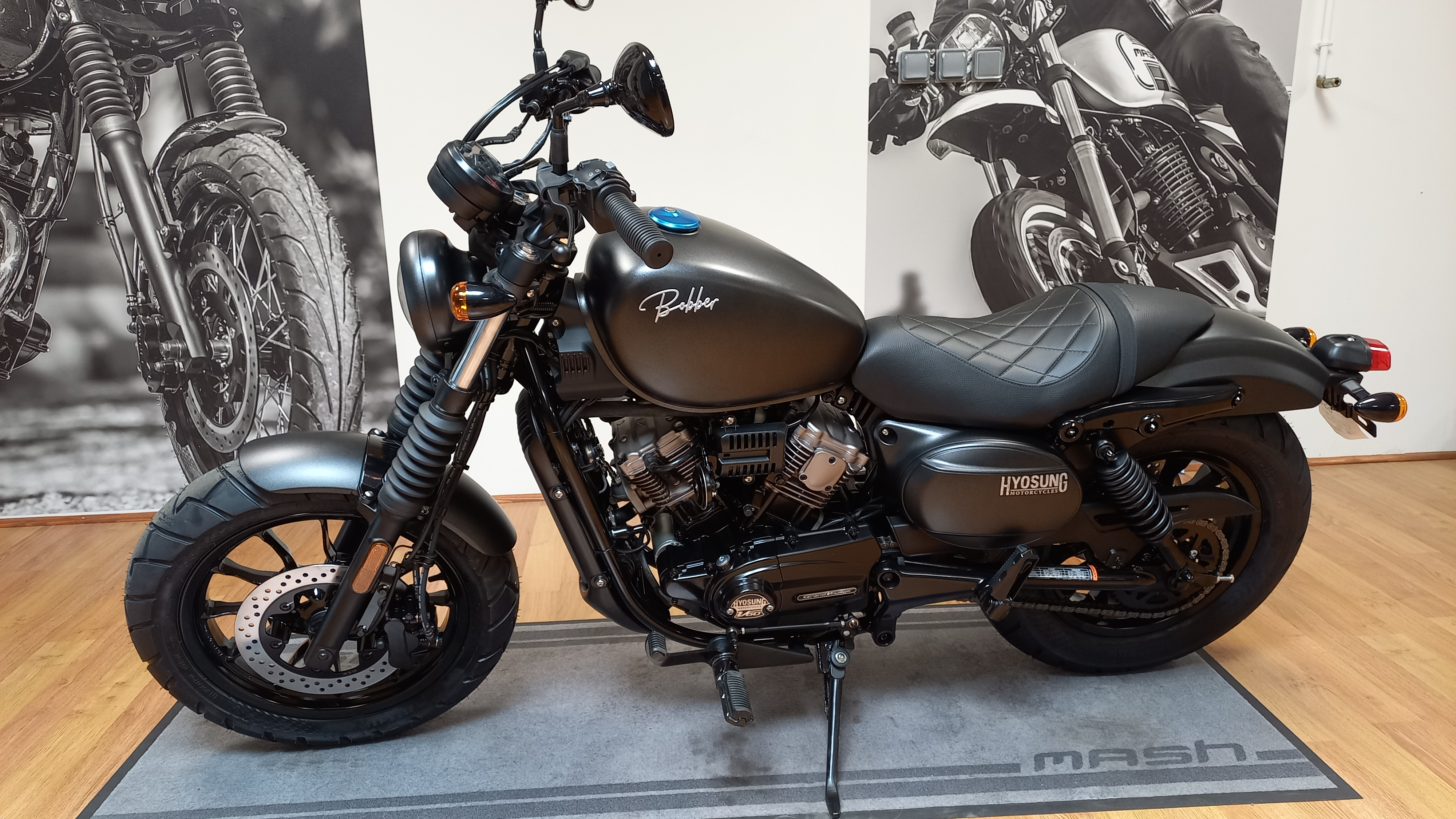
125cc 2024 en noir mat (gauche)
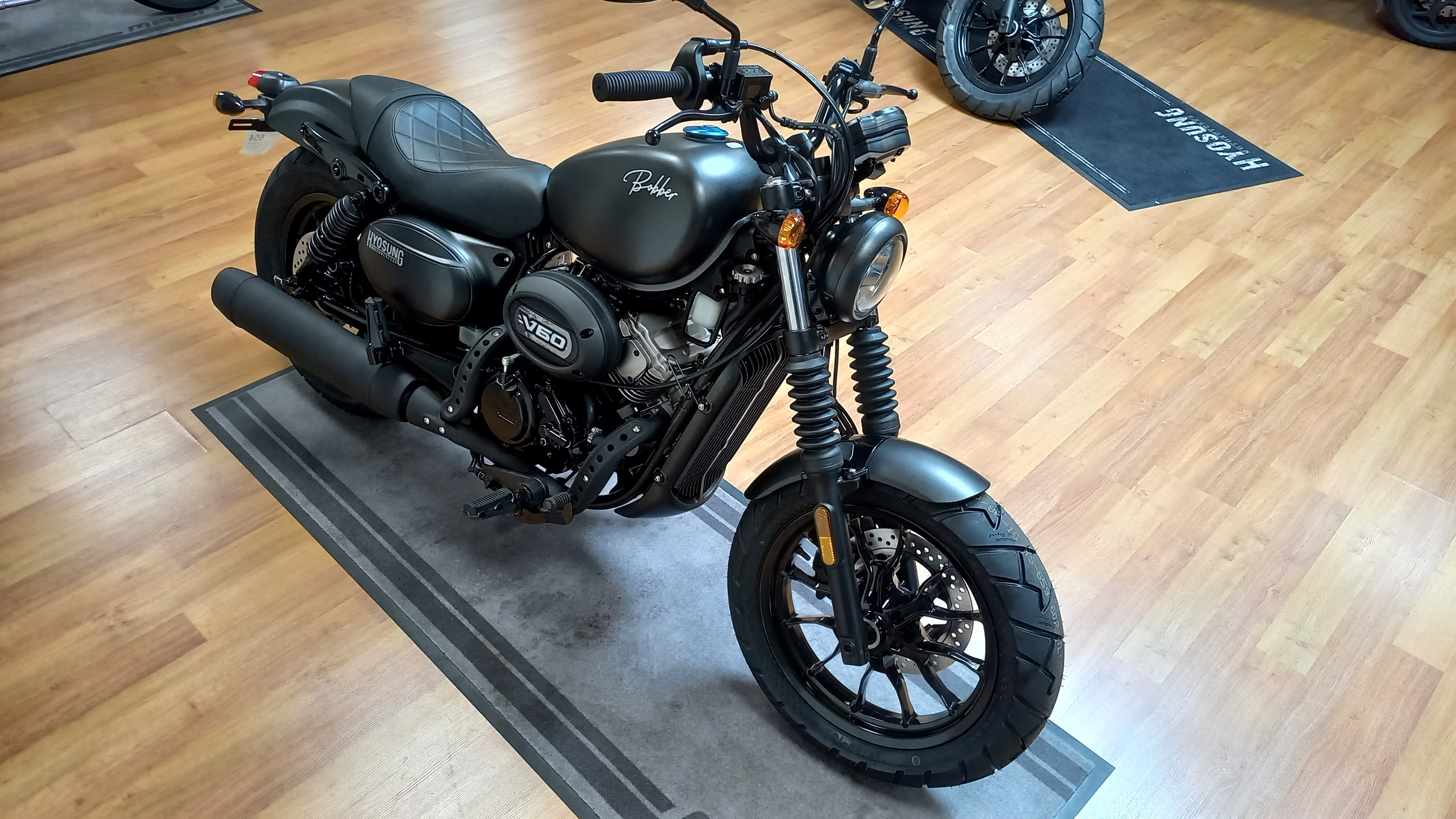
125cc 2024 en noir mat (droit)
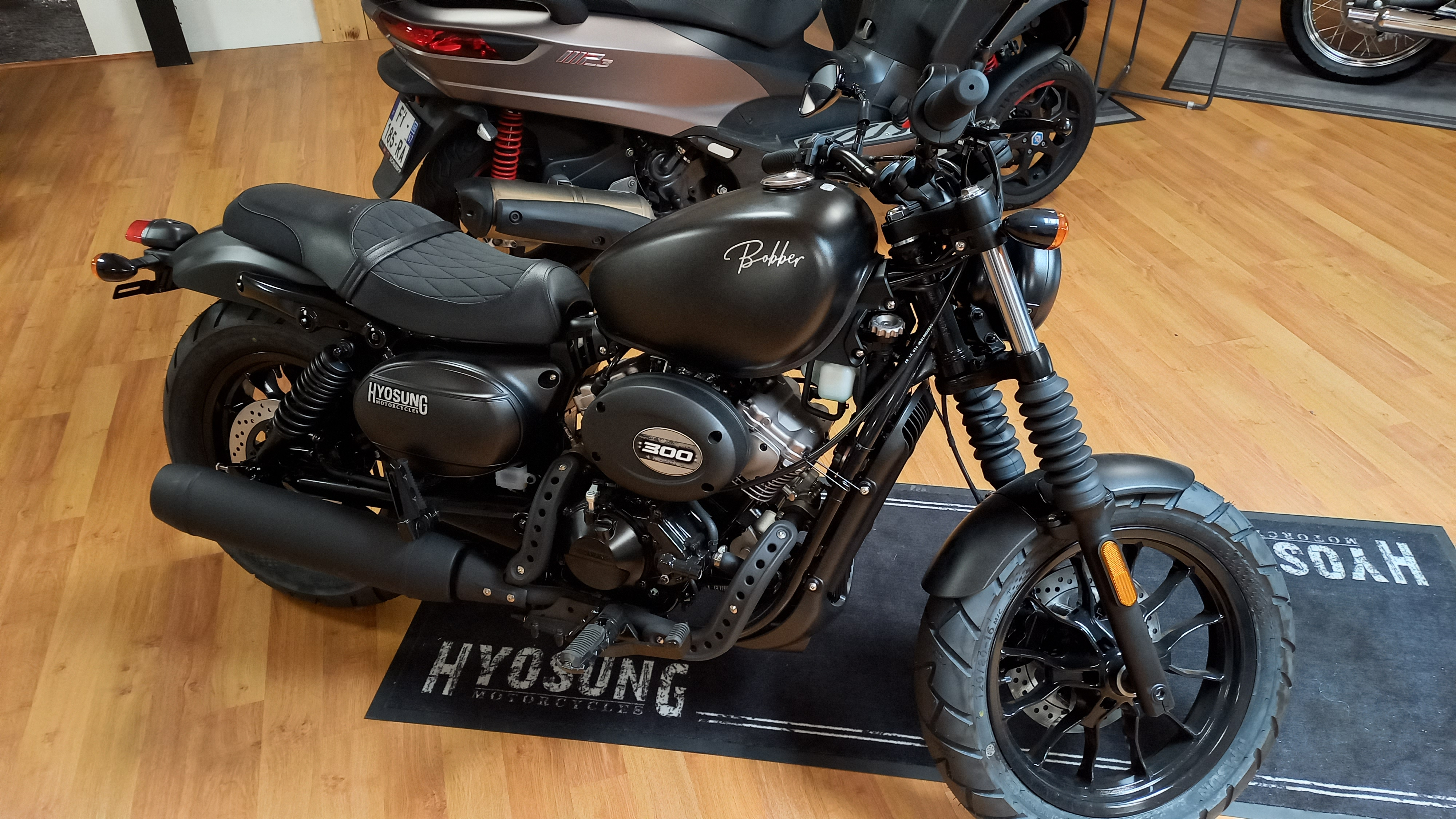
300cc 2023 en noir mat (droit)
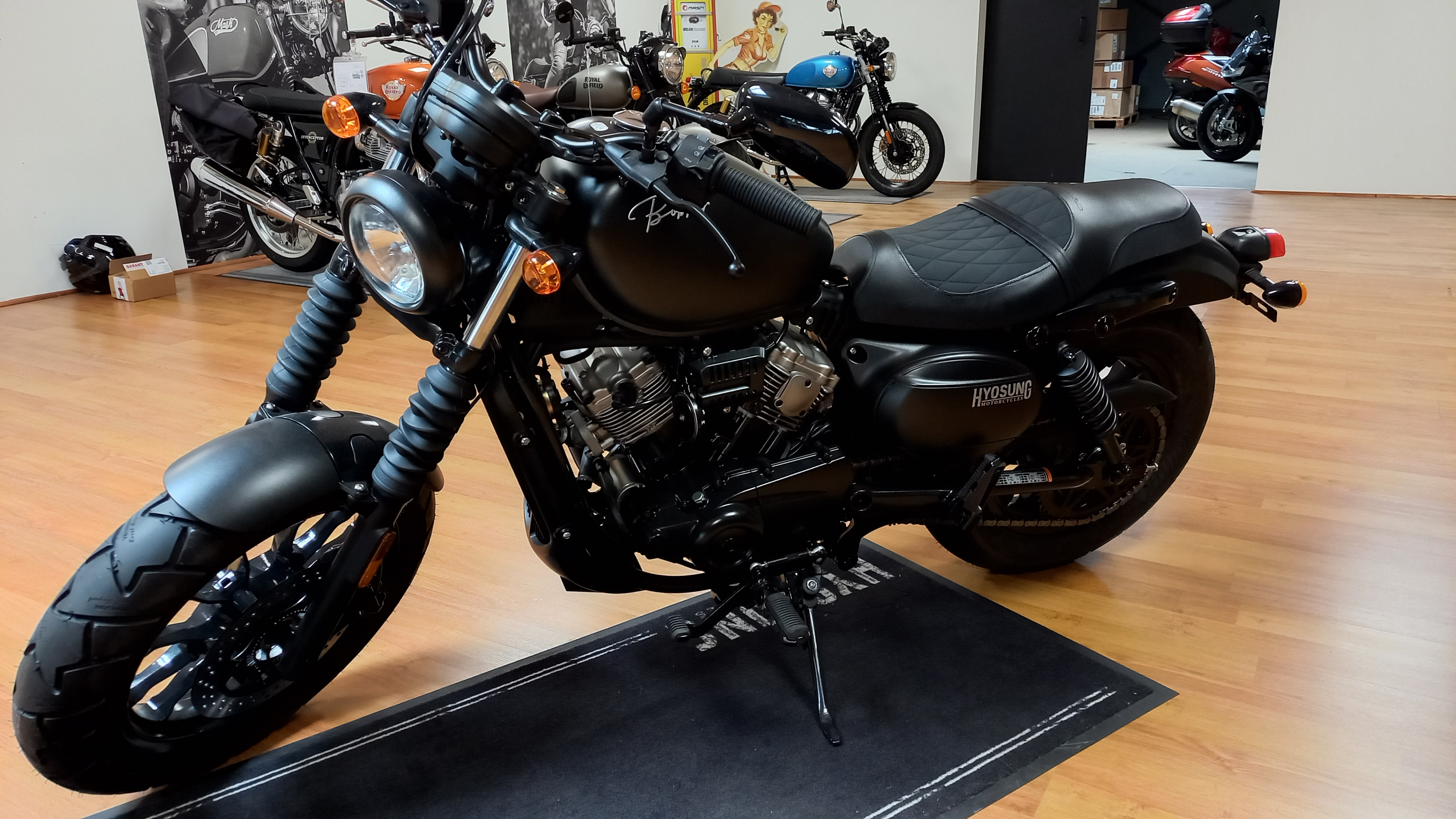
300cc 2023 en noir mat (gauche)